# Eigenfinanzierungsquote
Die Eigenfinanzierungsquote ist eine finanzwirtschaftliche Kennzahl.
Sie ist jedoch nicht einheitlich definiert, sondern wird in unterschiedlicher Berechnungsweise in verschiedenen Bereichen genutzt:

## Kommunalfinanzen

### Eigenfinanzierung der Gesamtausgaben
Im Bereich der Kommunalfinanzen wird die Eigenfinanzierungsquote (EFQ) in Österreich und der Schweiz genutzt, um zu beschreiben, wie viel Prozent der laufenden Ausgaben von Gemeinden durch laufende Einnahmen gedeckt sind.
{\displaystyle {\text{Eigenfinanzierungsquote}}={\frac {\text{laufende Einnahmen des Verwaltungshaushalts + laufende Einnahmen des Vermögenshaushalts}}{\text{laufende Ausgaben des Verwaltungshaushalts + laufende Ausgaben des Vermögenshaushalts}}}}

### Eigenfinanzierung der Investitionen
Einige Autoren definieren die Eigenfinanzierungsquote als den Prozentsatz, zu dem die Investitionen aus dem Cash-Flow gedeckt werden.
{\displaystyle {\text{Eigenfinanzierungsquote}}={\frac {\text{Überschuss des Ertragshaushaltes + Abschreibungen + Erhöhung der Rückstellungen}}{\text{Ausgaben für Investitionen}}}}

## Kultureinrichtungen
Bei Kultureinrichtungen beschreibt die Eigenfinanzierungsquote, wie viel Prozent der Ausgaben durch den Kartenverkauf gedeckt werden.

## Abgrenzung zu ähnlichen Kennzahlen
Die Eigenfinanzierungsquote wird aus Stromgrößen ermittelt. Dies unterscheidet sie von der Eigenkapitalquote, die sich aus Bilanzwerten und damit Bestandsgrößen errechnet.